# Scanvogn
Scanvogn ApS er en dansk producent af skurvogne på trailer, som er lokaliseret i Tornby ved Hirtshals. De producerer skurvogne til byggeri, beboelse og sanitet.
Scanvogn blev etableret i 1995 af bygningshåndværkere Finn Andersen og Frits Stjerne. 1. juni 2023 blev Scanvogn overtaget af amerikanske Satelllite Industries, der er ejet af Todd Hilde.
Fabrikken Scanvogn har i dag ca. 120 ansatte (2023).